# Janiópolis
Janiópolis é um município brasileiro do estado do Paraná. Situado na Região de Goioerê, segundo Censo de 2010 sua população era de 6.536 habitantes.